# Габріель фон Сплені
Габріель Антон фон Сплені фон Мігальді (нім. Gabriel Anton von Splény von Miháldy, General; 2 жовтня 1734, Терня Угорське королівство;— 1 квітня 1818, Слівнік, Угорське королівство) — австрійський військовий діяч, фельдмаршал-лейтенант австрійської армії (1785), барон Габсбурзької монархії. Перший очільник (генерал-губернатор) Буковини австрійського періоду (1774—78).

## Біографія
Народився в м. Терн (угор. Ternye, нині село Терня Пряшівського округу Пряшівського краю Словаччини) в німецькій протестантській родині. Навчався в єзуїтській гімназії та Терезіанській лицарській академії. Його батько, барон Іґнац Панкрац Ґалеац фон Сплені фон Мігальді, був фельдмаршалом Священної Римської імперії.
Із 1752 — на військовій службі, з 1773 — генерал-майор. Очолював австрійські частини, які 31 серпня — 3 вересня 1774 окупували Буковину, скориставшись ослабленням Османської імперії в російсько-турецькій війні 1768—1774. До другої половини жовтня 1774 року війська генерала Сплені взяли Буковину під повний контроль.
Став першим головою тимчасової військової адміністрації Дистрикту Буковина, яку офіційно очолював з 24 жовтня 1774 до 6 квітня 1778 (на той час адміністрація безпосередньо підпорядковувалась Придворній військовій раді у Відні та Генеральному військовому командуванню у Львові).
Під час війни з Османською імперією 1788—90 відзначився при взятті Ясс (нині місто в Румунії; 3 вересня 1788) та в битві при Фокшанах (нині місто в Румунії; 31 липня 1789). Брав участь у Війні першої коаліції. Закінчив кар'єру комендантом фортеці Ольмюц (нині м. Оломоуц, Чехія) 1795.
Помер у селі Слівнік (угор. Szilvásújfalu), нині Требішовського округу Кошицького краю Словаччина.

## Очільник Буковини
За час свого управління Буковиною кілька разів ознайомлював вищу австрійську адміністрацію зі становищем у краї. Йому належить продуманий попередній проект військового впорядкування Буковини від 10 грудня 1774. Про його діяльність свідчить доповідна записка «Опис Буковини», опублікований окремим виданням 1893 Й.Полєком. Записка характеризує становище краю напередодні та після приєднання його до Австрії, містить пропозиції стосовно вдосконалення управління Буковиною та розвитку її економіки. Наводяться важливі географічні, етнографічні дані, детально аналізується економіка, описуються адміністративний устрій, податкова, поземельні системи, суд, ремесла, торгівля, санітарна справа тощо. «Опис…» є одним із найбільш цінних джерел з історії Буковини.